# کلاته چاسر
کلاته چاسر یک منطقهٔ مسکونی در ایران است که در دهستان چاشم واقع شده‌است.